# 이상근 (군인)

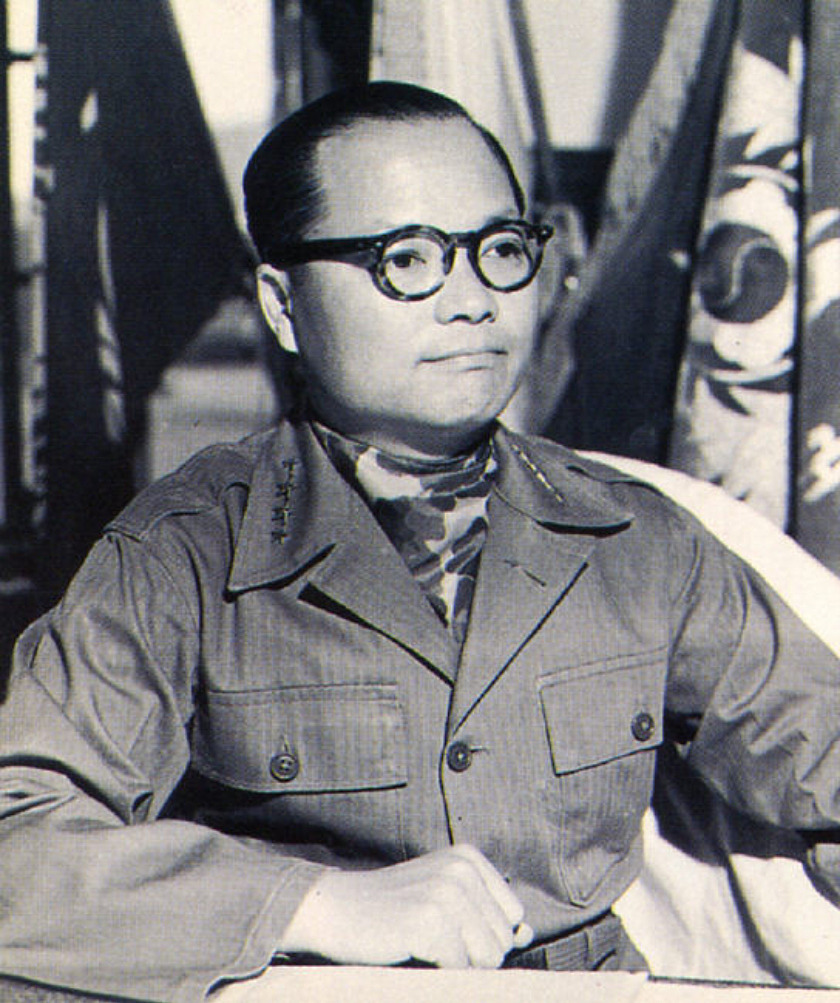
이상근 장군의 친형인
예비역 대한민국 육군 대장
청재 이형근 前 대한민국 연합참모총장

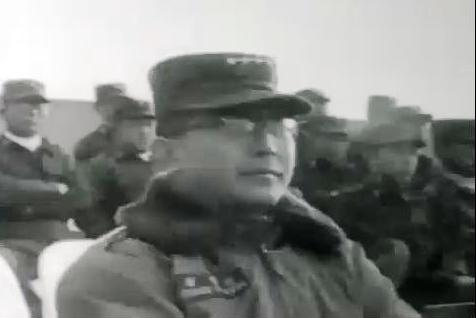
이상근 장군의 한국 전쟁 시절
직속 상관이었던
예비역 대한민국 육군 대장
청사 정일권 前 대한민국 연합참모총장

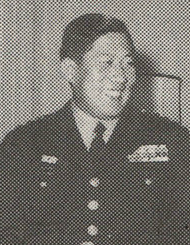
이상근 장군의 한국 전쟁 시절 직속 상관이었던
예비역 대한민국 육군 중장
국헌 유재흥 前 대한민국 연합참모총장 직무대리

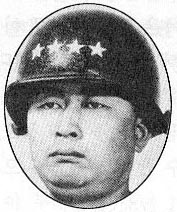
이상근 장군의
한국 전쟁 시절
직속 상관이었던
예비역 대한민국 육군 대장
우촌 백선엽 前 대한민국 연합참모총장

이상근(李尙根, 1922년 7월 22일~1950년 9월 24일) 장군은 대한민국의 군인이다. 대한민국 군번 1번 및 육군 대장 제2호였던 이형근(李亨根) 장군은 그의 친형이다.
본관은 공주(公州)이며 호(號)는 대덕(大德), 상덕(祥德)이고 창씨명은 가네무라 야스유(金村安祐)이다. 그는 충청남도 대전의 부유한 집안에서 미국계 상업회사 예하 전임이사였던 아버지의 차남(次男)으로 출생하였으며 지난날 한때 충청남도 대덕에서 잠시 유아기를 보낸 적이 있고 그 후 경성부를 거쳐 충청남도 당진에서 잠시 유년기를 보낸 적이 있는 그는 그 후 경성부에서 주로 성장하였고 1941년 일본 유학을 하였지만 결국 일본에서 와세다 대학교 철학과 중퇴에 이어 메이지 대학교 법학과를 연거푸 중퇴하였고 1945년 일본 도쿄에서 8·15 조선 광복을 목도하였으며 1945년 12월에 조선 고국으로 귀국하여 1946년 조선경비사관학교 1기로 대한민국 육군 소위 임관 후 통위부 보병학교, 조선경비보병학교, 대한민국 육군보병학교를 나왔다. 그 후 거듭 순조로이 진급한 그는 대한민국 육군 대령 시절이던 1950년 6·25 한국 전쟁에 참전하였지만 결국 1950년 9월 24일을 기하여 북한군에게 산화 및 전사하여 육군 준장 1계급 특진이 추서되었다.
그의 사후에도 1952년 9월 24일을 기하여 대한민국 서울 서대문구 대신동 개신교 항서교회에서 "대한민국 육군 준장 故 이상근 선생 2주기 추도식"을 엄수하였다.
그의 유해는 대한민국 국립 서울현충원에 안장되어 있다.

## 학력
- 경성재동보통학교 졸업
- 충청남도 공주고등보통학교 졸업
- 일본 와세다 대학교 철학과 중퇴
- 일본 메이지 대학교 법학과 중퇴
- 대한민국 육군사관학교 1기
- 통위부 보병학교 졸업
- 조선경비보병학교 졸업
- 대한민국 육군보병학교 졸업

## 이상근을 연기한 배우

### 영화
- 1974년 영화 《증언》 - 배우: 김진규(배역: 연대장)